# 주 (춘추 전국)
주(邾)는 중국 춘추 시대의 주(周)나라의 제후국으로, 국성은 조(曹)이며, 작위는 자작(子爵)이다.

## 역사
주나라 무왕 때 조협(曹挾)이 현재 산동성(山東省) 추성시(鄒城市) 지역에 봉해지면서 시작된 제후국이다.
조협(曹挾)의 선조는 육종(陸終)의 다섯번째 아들 안안(晏安)이며, 하나라 때 주허(邾墟)에 봉해졌다고 한다. 
전국시대에는 국명이 추(鄒)나라로 변경되었다. 이 추나라에서 맹자(孟子)가 태어났다.
기원전 369년에서 기원전 340년경에 초나라에게 멸망 당하였다.

## 역대 군주

### 주(邾)
| 대수      | 시호           | 휘         | 재위                        | 비고        |
| --------- | -------------- | ---------- | --------------------------- | ----------- |
| 1         |                | 협(挾)     |                             |             |
| 2         |                | 비(非)     |                             |             |
| 3         |                | 성(成)     |                             |             |
| 4         |                | 거보(車輔) |                             |             |
| 5         |                | 장신(將新) |                             |             |
| 6         |                | 자보(訾父) |                             |             |
| 7         | 무공(武公)     | 이보(夷甫) | ? ~ 기원전 796년            |             |
| 8         |                | 숙술(叔術) | 기원전 795년 ~ 기원전 781년 |             |
| 9         |                | 하보(夏父) | 기원전 780년 ~ ?            |             |
| 10대 불명 |                |            |                             |             |
| 11        | 안공(安公)     | 극(克)     | ? ~ 기원전 678년            |             |
| 12        | 헌공(憲公)     | 쇄(瑣)     | 기원전 677년 ~ 기원전 666년 |             |
| 13        | 문공(文公)     | 거저(籧篨) | 기원전 665년 ~ 기원전 615년 |             |
| 14        | 정공(定公)     | 확저(貜且) | 기원전 614년 ~ 기원전 573년 |             |
| 15        | 선공(宣公)     | 경(牼)     | 기원전 572년 ~ 기원전 556년 |             |
| 16        | 도공(悼公)     | 화(華)     | 기원전 555년 ~ 기원전 541년 |             |
| 17        | 장공(莊公)     | 천(穿)     | 기원전 540년 ~ 기원전 507년 |             |
| 18        | 은공(隱公)     | 익(益)     | 기원전 506년 ~ 기원전 487년 |             |
| 19        | 환공(桓公)     | 혁(革)     | 기원전 487년 ~ 기원전 473년 |             |
| 복위      | 은공(隱公)     | 익(益)     | 기원전 473년 ~ 기원전 471년 |             |
| 20        |                | 하(何)     | 기원전 471년 ~ ?            |             |
| 21대 불명 |                |            |                             |             |
| 22        | 누고공(婁考公) |            |                             | 은공의 증손 |
| 이후 불명 |                |            |                             |             |

### 추(鄒)
| 대수      | 시호       | 휘 | 재위 | 비고 |
| --------- | ---------- | -- | ---- | ---- |
| 선대 불명 |            |    |      |      |
|           | 목공(穆公) |    |      |      |
| 이후 불명 |            |    |      |      |

## 같이 보기
- 예나라